# Try Everything
Try Everything è un singolo della cantante colombiana Shakira, estratto dalla colonna sonora del film Zootropolis e pubblicato il 15 febbraio 2016.

## Tracce
1. Try Everything – 3:22 (Sia Furler, Tor Hermansen, Mikkel Eriksen)

## Classifiche
| Classifica (2016) | Posizione massima |
| ----------------- | ----------------- |
| Austria           | 39                |
| Canada            | 49                |
| Francia           | 43                |
| Germania          | 54                |
| Spagna            | 32                |
| Stati Uniti       | 63                |
| Svizzera          | 55                |